# Ionuț Cercel
Ionuț Cercel (als Ionuț Bușă; * 29. August 1996 in Bukarest) ist ein rumänischer Sänger und Musikproduzent, der vor allem durch seinen 2008 erschienenen Song Made in Romania größere internationale Bekanntheit erlangte.

## Leben
Ionuţ Buşă wurde in eine Musikerfamilie geboren. Sein Vater Petrică Cercel war ebenfalls Manelesänger. Buşă wuchs zwischen Instrumenten und Manele-Musik auf. Früh wurde sein stimmliches Talent erkannt und er begann im Alter von 7 Jahren Klavier zu spielen. Bușă besuchte das Musikgymnasium Dinu Lipatti und produzierte erste Songs, ehe er bei Autentic Music unter Vertrag genommen wurde. Sein Debütalbum La Vârsta Mea wurde im Jahr 2007 veröffentlicht. Bușă kombiniert Elemente des Pop, Dance und Manele. Sein 2008 erschienener Hit Made in Romania ist 15 Jahre nach seiner Veröffentlichung zu einem viralen Song in den sozialen Medien geworden. Bușă ist verheiratet und Vater.

## Diskografie (Auswahl)

### Alben
- 2007: La Vârsta Mea
- 2009: Stăpânul Manelelor (Vol. 2)
- 2011: Un Cercel Valoros (Vol. 4)

### Singles
- 2008: Made in Romania
- 2009: Ma las amanet[8]
- 2016: Plătesc Pentru Plăcerea Mea